# Distrito de Gudauta
El distrito o rayón de Gudauta (en georgiano: გუდაუთის რაიონი; en abjasio: Гәдоуҭа араион; en ruso: Гудаутский район) es un distrito ubicada en el norte de la parcialmente reconocida República de Abjasia, con capital en Gudauta, aunque de iure pertenece a la República Autónoma de Abjasia como parte de Georgia. Es el distrito ubicado en el norte de Abjasia, entre el distrito de Gagra y el distrito de Sujumi.
El distrito tiene 1640 km² de extensión, y la población se concentra en las llanuras costeras y en las franjas de tierra al pie de las montañas. Desde el 2005 está gobernado por Daur Vozba

## Historia
El distrito de Gudauta es la zona histórica de asentamiento de Bzipi, llamados abjasios bzips, y hablantes del dialecto abjasio del mismo nombre.
Se formó en 1940 en la RASS de Abjasia sobre la base del distrito de Gudauta de la anterior RSS de Abjasia. Antes de la guerra de Abjasia en 1992-1993, el distrito de Gudauta era el único en que los abjasios eran mayoría, alcanzando el 53,1% de la población, aunque había numerosas aldeas pobladas por armenios.

La región de Gudauta es la única de las regiones de Abjasia que durante la guerra entre Georgia y Abjasia de 1992-1993 estuvo total y constantemente controlada por las autoridades abjasias. Durante la guerra, el liderazgo de la República de Abjasia se encontraba en Gudauta.

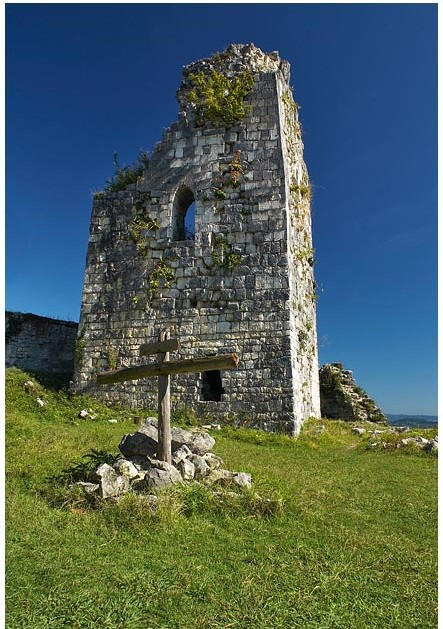
Ruinas de Anacopia en la Montaña de Iveria.

La población del distrito en el censo del 2003 era de 34 869, por debajo de los 57 334 habitantes que tenía en 1989, siendo afectada por el desplazamiento de refugiados, a raíz de la guerra de Abjasia. Durante la guerra, fue la única zona que los abjasios controlaron en todo momento. 
En el territorio del distrito hay centros turísticos como Gudauta, Novi Afon o Miusera.

## Demografía
La población del distrito tuvo grandes crecimientos en el siglo XX mientras fue parte de la Unión Soviética. Sin embargo, cuando estalló la guerra en Abjasia, se produjo un colapso en la población con la pérdida de más de 22.000 personas (que huyeron de Abjasia o murieron durante el conflicto armado), un 40% de la población de entonces.
| Gráfica de evolución demográfica de Distrito de Gudauta entre 1886 y 2020 |
|                                                                           |

Tras la guerra en Abjasia se produjo un cambio drástico en la composición poblacional. Los abjasios eran el grupo mayoritario antes de la guerra y tras ella, pasaron a ser todavía más dominantes. Los georgianos pasaron de suponer el 13% de la población a un mínimo 1,4%; este fenómeno se denomina en muchas ocasiones como la limpieza étnica de georgianos en Abjasia. También sufrieron un importante descenso de la población rusa (del 15,6% al 5%).
|              | 1979      | 1979       | 2011      | 2011       |
| Grupo étnico | Población | Porcentaje | Población | Porcentaje |
| ------------ | --------- | ---------- | --------- | ---------- |
| Georgianos   | 6974      | 12,6%      | 506       | 1,4%       |
| Abjasios     | 27 697    | 50,1%      | 30 125    | 81,9%      |
| Rusos        | 8607      | 15,6%      | 1838      | 5%         |
| Ucranianos   | 905       | 1,6%       | 135       | 0,4%       |
| Armenios     | 9403      | 17%        | 3667      | 10%        |
| Griegos      | 745       | 1,3%       | 117       | 0,3%       |
| Total        | 55 247    | 100%       | 36 775    | 100%       |

La inmensa mayoría de la población del distrito de Gudauta son abjasios (81,3%). Sin embargo, los armenios suponen una minoría (10%) que domina algunos municipios como Ptsirtsja (69,3%), Primorskoe (59,8%), Agaraki (95,4%) o Mtsara (88%).
|                     | 2011       | 2011       | 2011      | 2011       | 2011      | 2011       | 2011      | 2011       | 2011       | 2011       | 2011      | 2011       | 2011      |
|                     | Georgianos | Georgianos | Abjasios  | Abjasios   | Rusos     | Rusos      | Armenios  | Armenios   | Ucranianos | Ucranianos | Griegos   | Griegos    | Total     |
| Población           | Población  | Porcentaje | Población | Porcentaje | Población | Porcentaje | Población | Porcentaje | Población  | Porcentaje | Población | Porcentaje | Población |
| ------------------- | ---------- | ---------- | --------- | ---------- | --------- | ---------- | --------- | ---------- | ---------- | ---------- | --------- | ---------- | --------- |
| Gudauta             | 227        | 2,7%       | 7011      | 82,3%      | 737       | 8,7%       | 292       | 3,4%       | 56         | 0,7%       | 49        | 0,6%       | 8514      |
| Lyjny               | 72         | 1,3%       | 5345      | 92,8%      | 193       | 3,4%       | 67        | 1,2%       | 12         | 0,2%       | 8         | 0,1%       | 5760      |
| Duripshi            | 9          | 0,4%       | 2171      | 98,1%      | 17        | 0,8%       | 2         | 0,1%       | 4          | 0,2%       | -         | -          | 2214      |
| Ajalsopeli/Jypsta   | 99         | 5,7%       | 1548      | 88,4%      | 60        | 3,4%       | 5         | 0,3%       | 5          | 0,3%       | 3         | 0,2%       | 1751      |
| Psirtsja            | 31         | 1,8%       | 327       | 18,8%      | 140       | 8,1%       | 1205      | 69,3%      | 9          | 0,5%       | 6         | 0,3%       | 1738      |
| Otjara              | 3          | 0,2%       | 1560      | 98,4%      | 13        | 0,8%       | 1         | 0,1%       | 1          | 0,1%       | 1         | 0,1%       | 1586      |
| Jirjva              | 3          | 0,2%       | 1528      | 98,2%      | 7         | 0,4%       | 3         | 0,2%       | -          | -          | 10        | 0,6%       | 1556      |
| Novi Afon           | 21         | 1,4%       | 904       | 59,6%      | 365       | 24%        | 123       | 8,1%       | 24         | 1,6%       | 22        | 1,4%       | 1518      |
| Primorskoe/Tskuara  | 11         | 0,8%       | 416       | 30,1%      | 106       | 7,7%       | 828       | 59,8%      | 16         | 1,2%       | -         | -          | 1384      |
| Kulanurjva          | 7          | 0,5%       | 1280      | 94,3%      | 10        | 0,7%       | 53        | 3,9%       | 1          | 0,1%       | 1         | 0,1%       | 1358      |
| Mugudzirjva         | 4          | 0,3%       | 1240      | 97,4%      | 19        | 1,5%       | 5         | 0,4%       | -          | -          | -         | -          | 1273      |
| Achandara           | -          | -          | 1217      | 99,3%      | 7         | 0,6%       | 1         | 0,1%       | -          | -          | -         | -          | 1226      |
| Aatsi               | -          | -          | 1023      | 96,4%      | 28        | 2,6%       | 4         | 0,4%       | -          | -          | 2         | 0,2%       | 1061      |
| Abgharjuki          | 3          | 0,3%       | 1003      | 97,9%      | 13        | 1,3%       | 1         | 0,1%       | -          | -          | -         | -          | 1024      |
| Zvandripshi         | 2          | 0,2%       | 885       | 97,6%      | 17        | 1,9%       | -         | -          | 1          | 0,1%       | 2         | 0,2%       | 907       |
| Kaldajvara          | 13         | 1,5%       | 792       | 94%        | 14        | 1,7%       | 2         | 0,2%       | 1          | 0,1%       | 10        | 1,2%       | 843       |
| Agaraki/Amizhikujva | -          | -          | 4         | 0,6%       | 22        | 3,3%       | 641       | 95,4%      | 3          | 0,4%       | -         | -          | 672       |
| Blaburjva           | -          | -          | 621       | 98,1%      | 4         | 0,6%       | 4         | 0,6%       | 1          | 0,2%       | -         | -          | 633       |
| Jopi                | 1          | 0,2%       | 538       | 99,4%      | 1         | 0,2%       | -         | -          | -          | -          | -         | -          | 541       |
| Anujva              | -          | -          | 258       | 65,6%      | 38        | 9,7%       | 93        | 23,7%      | 1          | 0,3%       | 1         | 0,3%       | 393       |
| Barmishi            | -          | -          | 389       | 99,7%      | 1         | 0,3%       | -         | -          | -          | -          | -         | -          | 390       |
| Mtsara              | -          | -          | 29        | 7,6%       | 15        | 3,9%       | 337       | 88%        | 1          | 0,3%       | 2         | 0,5%       | 383       |
| Miusera             | -          | -          | 36        | 72%        | 11        | 22%        | -         | -          | -          | -          | -         | -          | 50        |
| Total               | 506        | 1,4%       | 30 125    | 81,9%      | 1838      | 5%         | 3667      | 10%        | 135        | 0,4%       | 117       | 0,3%       | 36 775    |